# Sule Skerry und Sule Stack

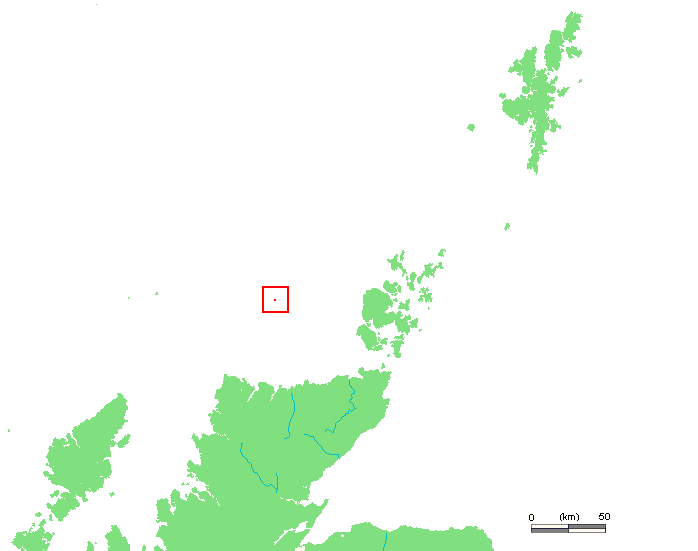
Lage der Inseln

Sule Skerry und Sule Stack (Sule Skerry and Sule Stack) bezeichnet ein von der UNESCO anerkanntes Biosphärenreservat im Nordatlantik. Es besteht aus den unbewohnten Inseln Sule Skerry und Sule Stack, die beide auf der Skerry Bank liegen und ihre einzigen die Meeresoberfläche durchstoßenden Erhebungen sind.
Die beiden abgelegenen schottischen Inseln liegen westlich der Hauptgruppe der Orkney im Nordatlantik.

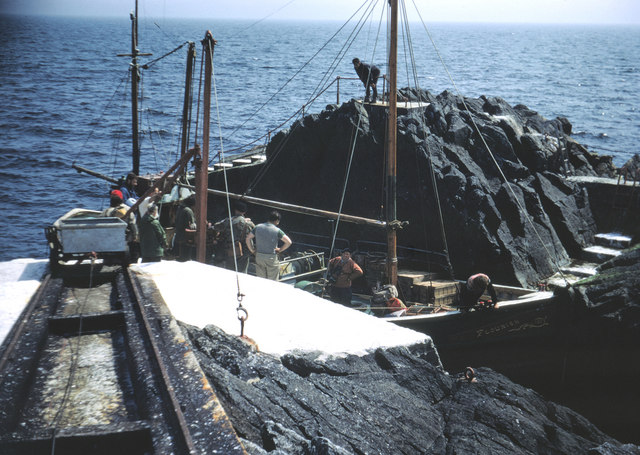
Der Anlegeplatz auf Sule Skerry

Sule Skerry ist die größere der beiden und trägt mit Sule Skerry Lighthouse einen 1895 errichteten und 1982 automatisierten 27 m hohen Leuchtturm. Die etwa 16 ha große, 0,8 km lange und maximal 12 m hohe Insel ist relativ flach und besteht aus einer Mischung von Mooren und Felsen. Die Vegetation wird durch Salzsprühnebel und Seevögelaktivitäten bestimmt. Sule Stack ist trotz seiner geringeren Größe von 2,9 ha mit 36 Metern wesentlich höher sowie vegetationslos.
Die Inseln sind Brutkolonien für eine große Anzahl von Seevögeln, die Futter in den Gewässern vor der Nordküste Schottlands finden. Sie sind auch Aufenthaltsort einer vielfältigen Population von großen pelagialen Arten, darunter einer großen Anzahl von Sturmvogelarten, Alkenvögeln (Papageientaucher) und Basstölpeln (Morus bassanus). Das Reservat ist eines von nur sieben bekannten Brutplätzen in der EU für Wellenläufer (Oceanodroma leucorhoa). Die Inseln beherbergen auch eine Kolonie Seehunde.
Das Gebiet wurde zum Schutz typischer Landschaften zum Biosphärenreservat erklärt und in die Vereinbarungen der UNESCO aufgenommen.